# Piario

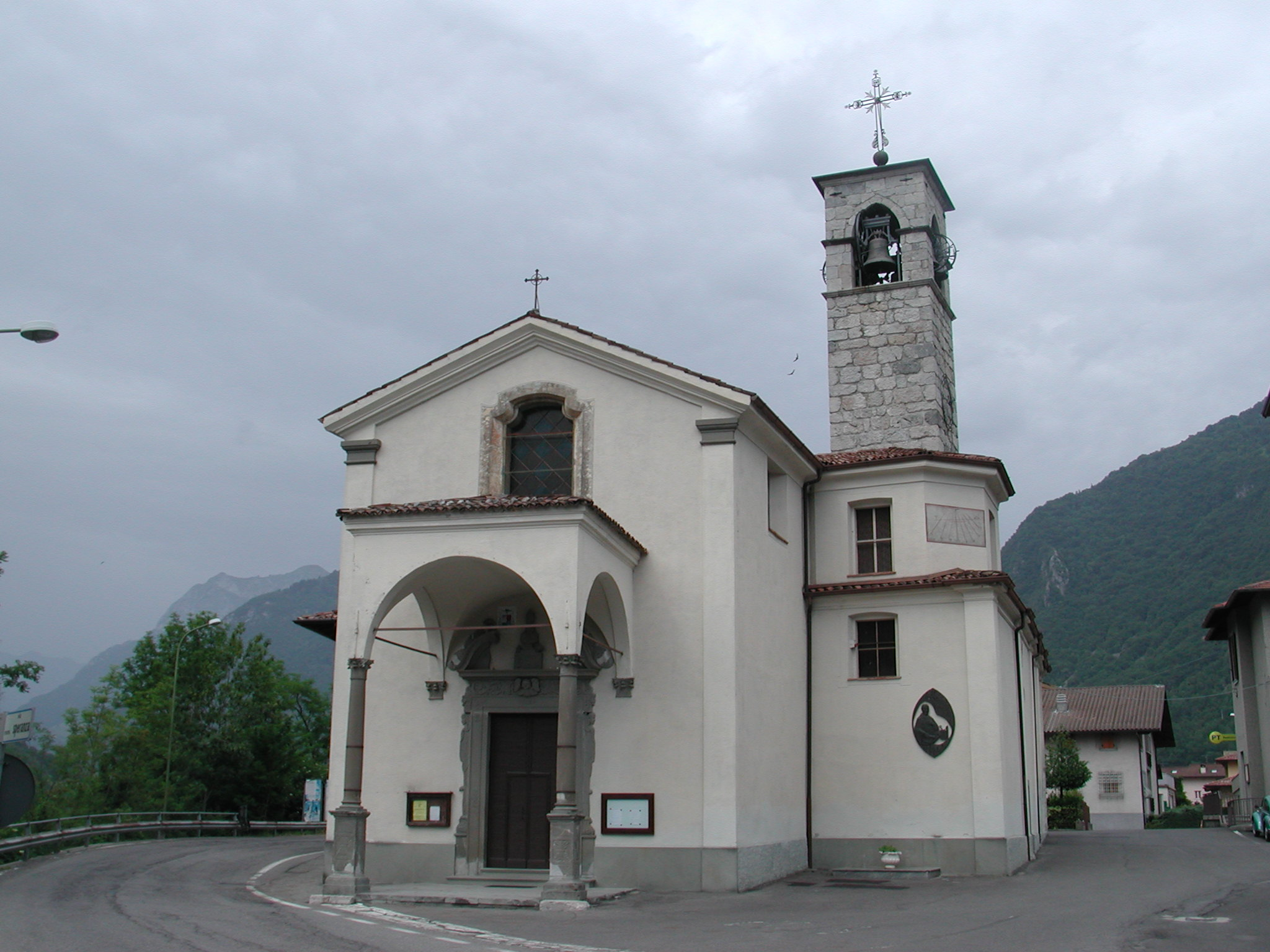
Kirche des heiligen Antonius in Piario

Piario ist eine norditalienische Gemeinde (comune) mit 993 Einwohnern (Stand 31. Dezember 2023) in der Provinz Bergamo in der Lombardei. Die Gemeinde liegt etwa 30 Kilometer nordöstlich von Bergamo am östlichen Ufer des Serio im Valle Seriana.